# Orfeu Negru
Orfeu negru (Orfeu Negro) este o coproducție francezo-italiano-braziliană din 1959. Mitul lui Orfeu este strămutat de către Marcel Camus în actualitatea locuitorilor de origine africană din favellas, pe fundalul carnavalului din Rio de Janeiro. Actorii sunt în majoritate neprofesioniști.

## Date
Regie: Marcel Camus.
Producție: Sacha Gordine.
Scenariu: Jacques Viot și Marcel Camus după piesa de teatru Orfeu da Conceicao de Vinicius de Moraes.
Distribuție: Breno Mello (Orfeu), Marpessa Dawn (Euridice), Marcel Camus (Ernesto), Fausto Guerzoni (Fausto), Lourdes de Oliveira (Mira), Léa Garcia (Serafina), Ademar Da Silva (Moartea), Alexandro Constantino (Hermes).
Muzică: Luis Bonfá, Antonio Carlos Jobim.
Imagine: Jean Bourgoin.
Montaj: Andrée Feix.
Durată: 100 min.
Premii: Palme d´or 1959 în Cannes și premiul Oscar al Academiei Americane de film 1960 pentru cel mai bun film străin.

## Legături externe
- Orfeu Negru la Internet Movie Database
- Orfeu Negru la AllRovi
- Orfeu Negru la Rotten Tomatoes
- Orfeu Negru la TCM Movie Database
- Trailer Orfeu Negru pe YouTube